# Emmanuel Bich
Pour les articles homonymes, voir Bich.
Emmanuel Bich (né à Châtillon le 25 décembre 1800 - mort à Aoste le 21 août 1866 ) est un médecin. Il exerce la fonction de syndic de la ville d'Aoste de 1838 à 1841 et de 1845 à 1846.

## Biographie
La famille d’Emmanuel Bich, originaire du hameau Chaméran à Châtillon, doit sa notoriété et son influence à son grand-père Pantaléon feu Jean-Grat « Bic », né en 1720 et décédé le 20 juillet 1801, syndic de Châtillon.
Le père d’Emmanuel, Jean-Jacques-Pantaléon Bich, également syndic de Châtillon et avocat à Turin, meurt d’une pleurésie à l’âge de 24 ans le 4 novembre 1802 en laissant deux jeunes enfants, Emmanuel et Charles-Joseph (1802-1881). Sa mère, Philippine Passerin d’Entrèves, se remarie et meurt en couches en 1813.
Dans ce contexte le jeune Emmanuel est élevé par la 3e épouse de son grand-père, Marie-Joséphine Cacchiardi de Montfleury, qui l’envoie au Lycée impérial à Turin et à l’Université de la ville, où il est reçu à son doctorat en médecine en 1823 à l’âge de 23 ans.
Le jeune diplômé passe ensuite deux ans à Paris, afin de parfaire sa formation avant de revenir en Vallée d’Aoste et de s’installer à Aoste. Le 10 décembre 1827 il épouse Joséphine Aspasie, fille du riche négociant aostois Claude-Nicolas Barillier, et qui descendait par sa mère Marie-Louise de Jean-Baptiste de Tillier. Le jeune couple s’installe dans une luxueuse demeure.
En 1838, Emmanuel Bich devient syndic de la ville d’Aoste. Il est à l’origine du monumental Hôtel de Ville à colonnade, place Émile Chanoux. À la fin de son mandat il est anobli le 13 juillet 1841 lorsqu’il reçoit le titre héréditaire de « baron » du duc de Savoie Charles-Albert de Sardaigne. Il est nommé officier de l'Ordre des Saints-Maurice-et-Lazare et il devient délégué au Parlement piémontais.
En 1844, devenu Médecin en chef de la ville, il lutte contre une épidémie de typhoïde. Il est de nouveau syndic en 1845 et 1846. En 1852, il obtient la construction de l’Hospice (Hôpital). À sa mort, le 21 août 1866, la ville d’Aoste lui fait des funérailles imposantes.

## Héritage
De son union à Aoste le 10 décembre 1827, avec Marie Joséphine Aspasie Barillier (1807- Aoste 2 juin 1864), il laisse un fils unique :
- Claude-Nicolas, 2e Baron Bich, avocat, né à Aoste le 20 août 1830 et mort à l'âge de 56 ans le 1er mars 1886 à Aoste[6] il épouse le 4 octobre 1879 à Saint-Pierre-de-Soucy, Marie Thérèse Viallet de Montbel (22 juin 1857 - 27 mai 1930). Ils sont les grands-parents de l’industriel français, le baron Marcel Bich.

## Hommages
La ruelle reliant le périphérique nord d'Aoste, rue de Paris, à l'avenue Saint-Martin-de-Corléans est dédiée au baron Emmanuel Bich.